# Lowson Memorial Parish Church

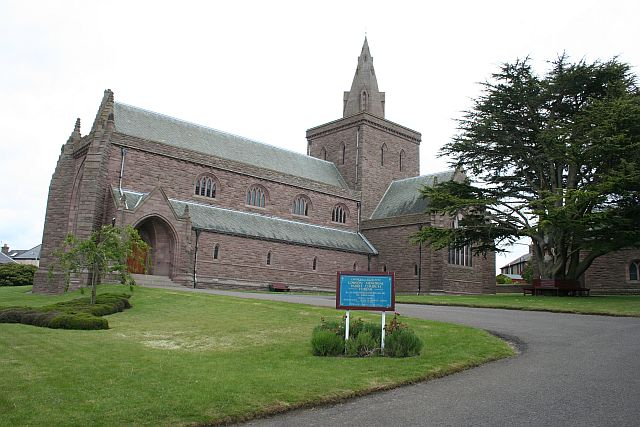
Lowson Memorial Parish Church

Die Lowson Memorial Parish Church ist ein Kirchengebäude der presbyterianischen Church of Scotland in der schottischen Kleinstadt Forfar in der Council Area Angus. 1971 wurde das Bauwerk in die schottischen Denkmallisten in der höchsten Denkmalkategorie A aufgenommen.

## Beschreibung
Die Lowson Memorial Parish Church wurde zwischen 1912 und 1914 errichtet. Als Architekt zeichnet der aus Aberdeen stammende Marshall Mackenzie für den Entwurf verantwortlich. Die Bleiglasfenster schuf Douglas Strachan. Das Gebäude steht an der Einmündung der Jamieson Road in die Montrose Road im Osten von Forfar. Die Kreuzbasilika ist neogotisch ausgestaltet und gehört zu den spätesten neugotischen Kirchen in Schottland. Verschiedene Motiven wurden von älteren Kirchengebäuden in Elgin, Aberdeen und St Monance übernommen. Die Seitenfassaden des Langhauses sind fünf Achsen weit. An der Südseite ist die westliche Achse blind. Dort befindet sich das hervorspringende Eingangsportal mit Narthex und darüber liegenden Orgelraum. Der gedrungen wirkende Vierungsturm schließt mit einem spitzen Helm. Die Seitenschiffe sind durch rundbogige Arkaden abgetrennt. Das Langhaus schließt mit einer Gewölbedecke.